# UFC Fight Night: Gustafsson vs. Manuwa
UFC Fight Night: Gustafsson vs. Manuwa è stato un evento di arti marziali miste tenuto dalla Ultimate Fighting Championship l'8 marzo 2014 alla The O2 Arena di Londra, Regno Unito.

## Retroscena
L'annunciatore ufficiale Bruce Buffer e il commentatore Joe Rogan non furono presenti all'evento venendo sostituiti rispettivamente dal collega britannico Andy Friedlander, nota voce del calcio albionico, e dal fighter Dan Hardy.
L'incontro tra Ilir Latifi e Cyrille Diabaté fu il primo nella storia dell'UFC nel quale non vi fu alcun tentativo di sferrare un colpo durante tutta la durata del match.
L'incontro tra Louis Gaudinot e Phil Harris terminò con la vittoria di Gaudinot per sottomissione (ghigliottina) nei primi minuti del match, ma successivamente Gaudinot risultò positivo ad un test antidoping ed il risultato venne cambiato in "No Contest".

## Risultati
|                  | Divisione         |                      |                 |                 | Metodo                                  | Round           | Tempo           | Premio          |
| Card principale  | Card principale   | Card principale      | Card principale | Card principale | Card principale                         | Card principale | Card principale | Card principale |
| ---------------- | ----------------- | -------------------- | --------------- | --------------- | --------------------------------------- | --------------- | --------------- | --------------- |
|                  | Pesi Mediomassimi | Alexander Gustafsson | batte           | Jimi Manuwa     | KO Tecnico (ginocchia e pugni)          | 2               | 1:18            | FOTN + POTN     |
|                  | Pesi Leggeri      | Michael Johnson      | batte           | Melvin Guillard | Decisione unanime (30-27, 30-27, 29-28) | 3               | 5:00            |                 |
|                  | Pesi Mosca        | Brad Pickett         | batte           | Neil Seery      | Decisione unanime (30-27, 30-27, 29-28) | 3               | 5:00            |                 |
|                  | Pesi Welter       | Gunnar Nelson        | batte           | Omari Akhmedov  | Sottomissione (ghigliottina)            | 1               | 4:36            | POTN            |
| Card preliminare |                   |                      |                 |                 |                                         |                 |                 |                 |
|                  | Pesi Mediomassimi | Ilir Latifi          | batte           | Cyrille Diabaté | Sottomissione (ninja choke)             | 1               | 3:02            |                 |
|                  | Pesi Medi         | Luke Barnatt         | batte           | Mats Nilsson    | KO Tecnico (colpi)                      | 1               | 4:24            |                 |
|                  | Pesi Medi         | Cláudio Silva        | batte           | Brad Scott      | Decisione unanime (29-28, 29-28, 29-28) | 3               | 5:00            |                 |
|                  | Pesi Welter       | Igor Araújo          | batte           | Danny Mitchell  | Decisione unanime (30-27, 30-27, 30-27) | 3               | 5:00            |                 |
| [ n 1 ]          | Pesi Mosca        | Louis Gaudinot       | NC              | Phil Harris     | No Contest (doping)                     | 1               | 1:13            |                 |

1. ↑  Inizialmente vittoria di Gaudinot per sottomissione (ghigliottina) a 1:13 del primo round, poi cambiata in No Contest in quanto Louis Gaudinot risultò positivo ad un test antidoping

## Premi
I lottatori premiati ricevettero un bonus di 50.000 dollari.
Legenda:
- FOTN: Fight of the Night (vengono premiati entrambi gli atleti per il miglior incontro dell'evento)
- POTN: Performance of the Night (viene premiato il vincitore per la migliore performance dell'evento)

## Incontri annullati
|  | Divisione    |              |        |                 | Motivo              |
|  | ------------ | ------------ | ------ | --------------- | ------------------- |
|  | Pesi Leggeri | Ross Pearson | contro | Melvin Guillard | Pearson infortunato |
|  | Pesi Mosca   | Brad Pickett | contro | Ian McCall      | McCall infortunato  |
|  | Pesi Gallo   | Davey Grant  | contro | Roland Delorme  | Grant infortunato   |